# 裕信銀行
裕信银行（義大利語：UniCredit SpA）是一家总部设在米兰的银行，业务遍及19个国家，有超过2800万用户，为欧洲最大的银行集团之一。裕信银行的核心业务主要分布于意大利、奥地利和德国南部等较富裕地区，此外在中欧和东欧也有着大量的业务。按照资产总额算，拥有9100亿欧元资产的裕信银行已经成为了欧元区第一大，欧洲第三大和世界第六大的银行集团。裕信集团在法兰克福和慕尼黑有着大量的投资银行业务。「裕信银行」是Unicredit SpA的唯一中文译名，该银行并未使用「意大利联合信贷银行」为其中文名称。

## 历史
1998年由多家银行合并而成，最早的部分可追溯到为1473年创立的的贷款机构博洛尼亚牧山银行 (Banca del Monte di Bologna)。2005年6月，裕信银行宣布斥资151亿欧元并购德国第二大银行德國聯合抵押銀行（HypoVereinsbank AG）。
2007年5月，裕信银行宣布合并卡普塔里亚银行集团（Capitalia Gruppo Bacario）组成裕信银行（UniCredit S.P.A.）。
利比亞政府是裕信银行最大股東，持有銀行約7.5%權益。

## 画廊

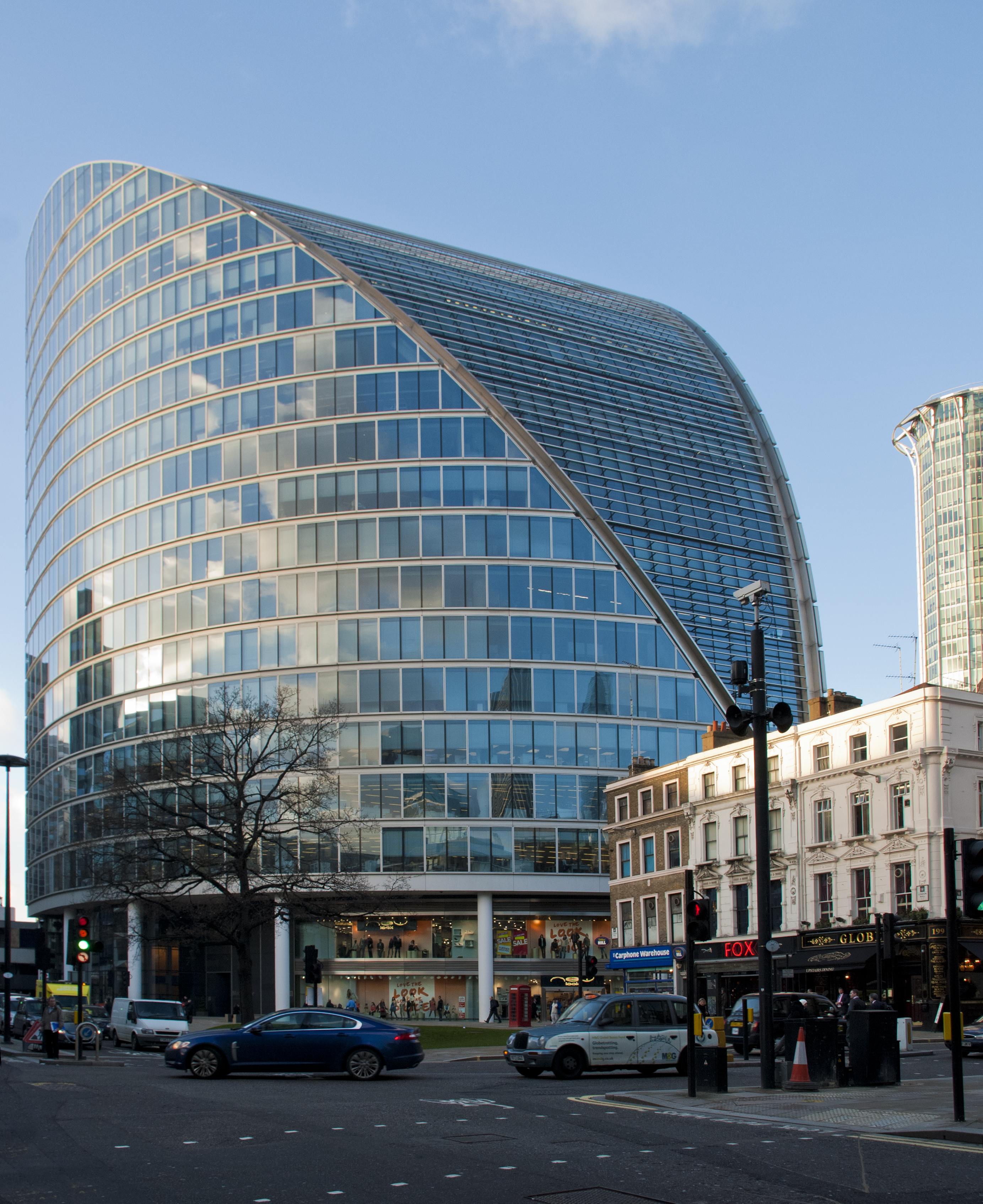
英国伦敦总部
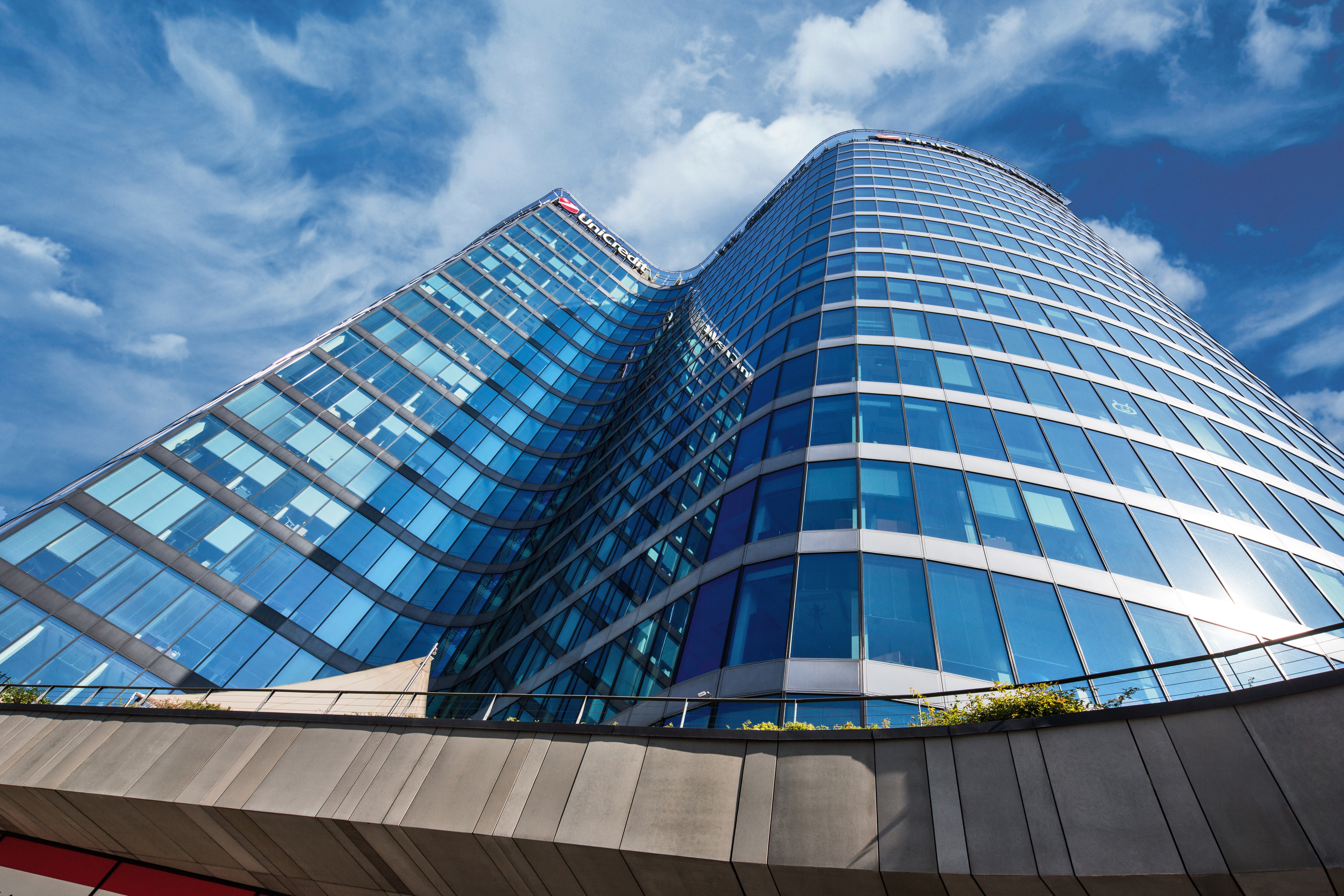
捷克共和国布拉格分行
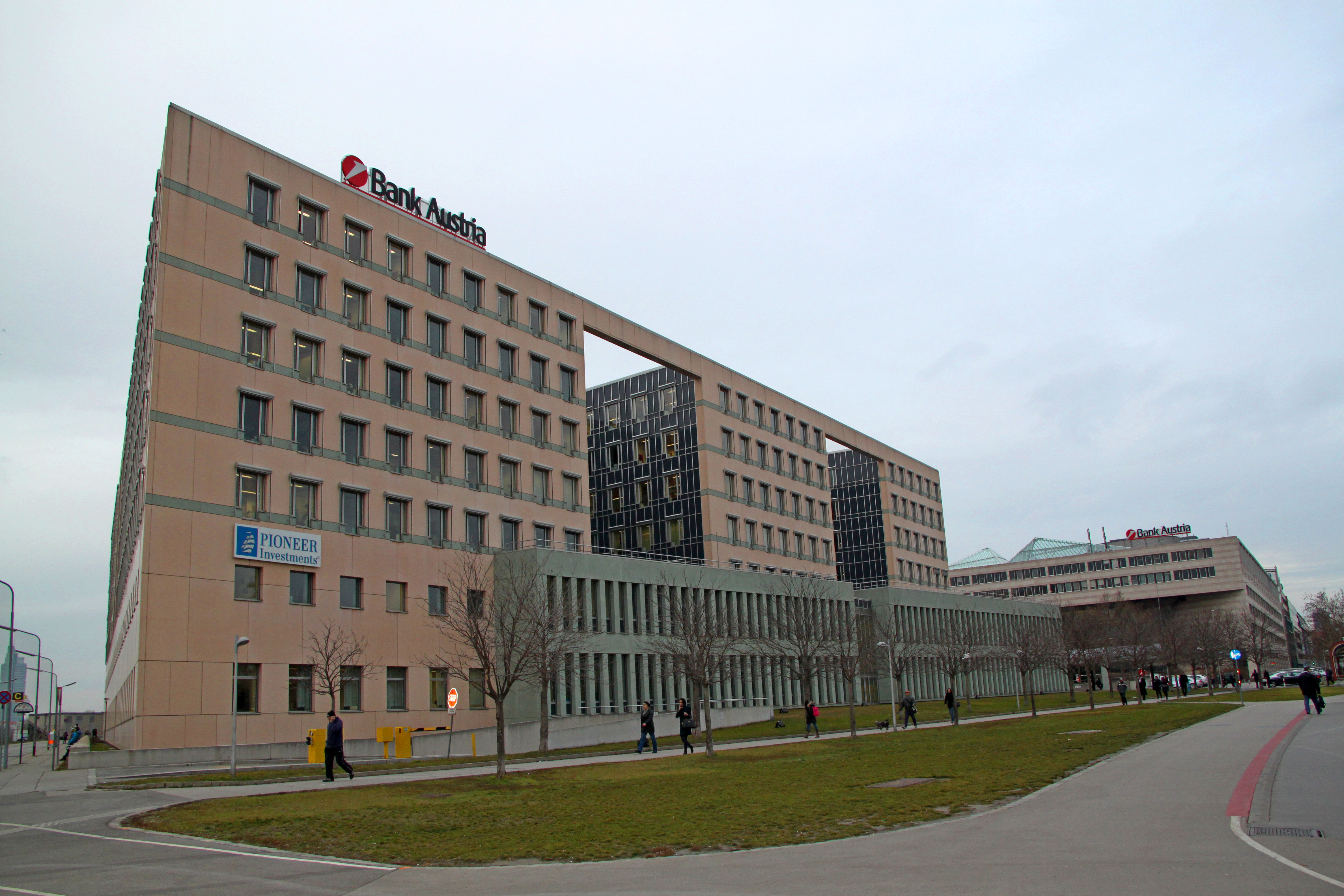
奥地利维也纳分行
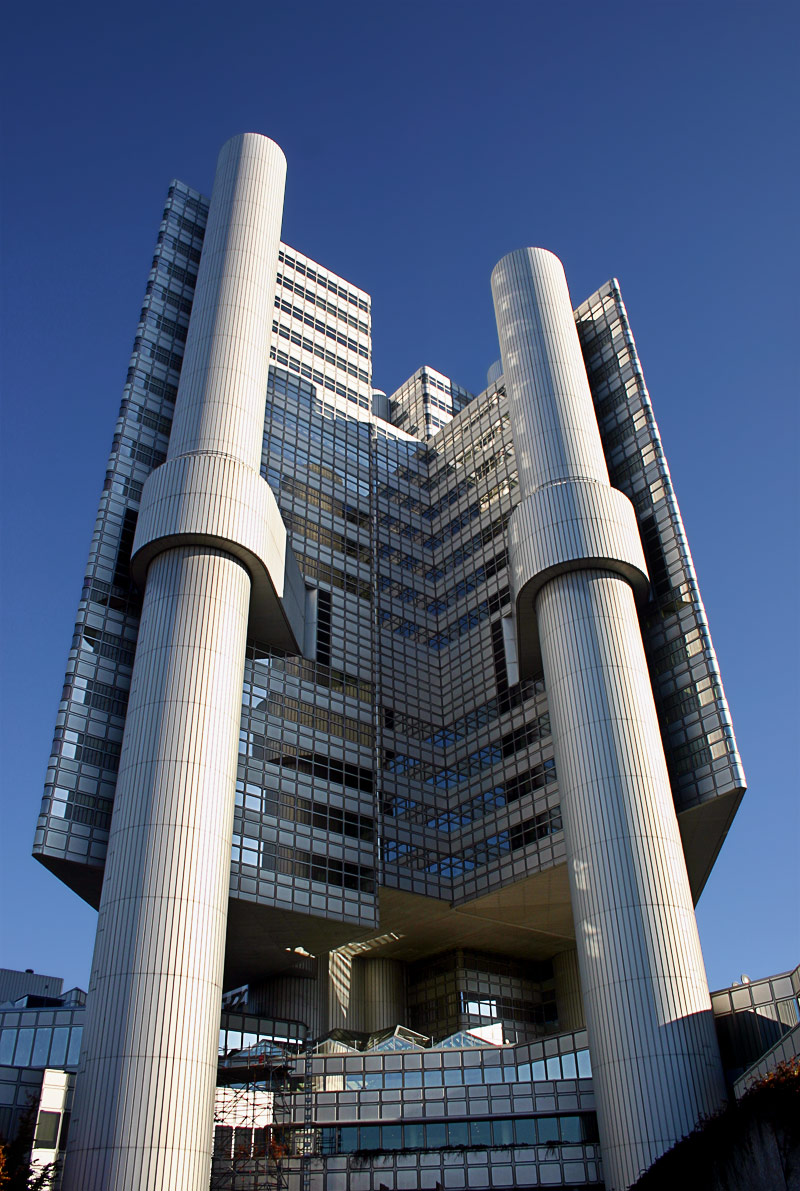
德国慕尼黑分行